# Szaron Haziz
Szaron Haziz (hebr. שרון חזיז; ur. 16 grudnia 1969 w Tel Awiwie) – izraelska piosenkarka i aktorka.

## Życiorys
Zaczęła śpiewać w zespole „Nahal” w czasie odbywania służby wojskowej. Po zakończeniu służby zaczęła występować w serialach telewizyjnych.
Jest zamężna i ma córkę o imieniu Aya.

## Dyskografia
- 1994 · Take Me There
- 1995 · The Wizard's Daughter
- 2001. Flashlights
- 2005. Szaron Haziz
- 2007 · The Collection